# 气旋艾丽塔
气旋艾丽塔先后三次登陆非洲东南部岛屿国家马达加斯加，属于非常罕见的热带气旋。系统于2004年1月24日在莫桑比克海峡发展形成，是2003－2004年西南印度洋气旋季期间第5场获得命名的风暴，增强至热带气旋强度后于1月28日吹袭马达加斯加西北部，在穿越该岛期间减弱成热带低气压，然后进入西南印度洋并转向西进，于1月31日从马达加斯加东部登岸。再度穿过该岛后，气旋回到莫桑比克海峡并再度强化，然后转向东南，于2月3日沿马达加斯加西南部登陆。两天后，艾丽塔开始转变成温带气旋，系统残留的动向仍然飘忽不定，最终于2月13日逐渐消散。
风暴产生的降雨量超过200毫米，马达加斯加有成千上万的房屋受损或被毁。该国5万多人无家可归，其中大部分生活在马哈赞加省和图利亚拉省。气旋引发的洪灾导致超过450平方公里的农地被毁，其中还有重要的粮食作物。艾丽塔夺走岛上33人的生命，这里的灾情还在约两个月后因气旋加菲洛袭击而进一步加剧。风暴还给莫桑比克和马拉维带去降水并造成破坏，系统的外围风场也在塞舌尔、毛里求斯和留尼汪产生阵风和强烈的海浪。

## 气象历史
2004年1月25日，马达加斯加以西约95公里的莫桑比克海峡内发展出雷暴区，系统的中到下层环流周围发展出深层对流，法国气象局于协调世界时1月26日早上6点将位于马达加斯加迈因蒂拉努以西约105公里海域的系统归类为第06号热带扰动，再于6小时后将其升级为第06号热带低气压，26日晚，低气压获名“艾丽塔”（Elita）。联合台风警报中心也在这时开始针对气旋发布公告。由于中等强度风切变令北部的对流受限，气旋起初的增强速度缓慢。受西面存在的高压脊影响，风暴形成早期总体向北移动，逐渐逼近赤道，对于西南印度洋的热带气旋来说，这种情况很不寻常。
1月27日清晨，法国气象局将艾丽塔升级成热带风暴，但系统在当天下午就减弱成了热带低气压。1月28日清晨，气旋又达到热带风暴强度，对流也有进一步增长。受北面的高压脊影响，艾丽塔转向东南偏东，并在逼近陆地期间迅速强化，卫星图像显示系统中已经逐渐发展出清晰的风眼。1月28日中午12点，风暴达到热带气旋强度，相当于飓风强度的最低标准。三小时后，艾丽塔以阵风时速超过180公里强度从布贝托克湾（Bombetoka Bay）登陆马达加斯加西北部。气旋在陆地上空迅速减弱成热带低气压，但在穿过该岛后又在马达加斯加以东海域重新发展。1月30日时，艾丽塔已进入西南印度洋，其对流快速组织成雨带。系统在马达加斯加近海向南飘移了少许距离，并在此期间逐渐增强，于1月31日凌晨0点再次达到热带风暴强度标准。根据法国气象局的记录，艾丽塔转向西进，在约6小时后以风力时速75公里强度从马南扎里附近登岸。
风暴在向西穿越马达加斯加期间迅速减弱为热带低气压，于1月31日晚回到莫桑比克海峡。到达开放水域上空后，系统中的深层对流再次增加，外流也逐渐改善。受北面逐渐增强的高压脊影响，艾丽塔的前进速度放缓，然后转向东南偏东。2月2日晚，联合台风警报中心估计气旋达到持续风速每小时120公里的最高强度，法国气象局也在不久后宣布风暴达到风力时速110公里的最高强度。2月3日清晨，艾丽塔以最高强度从穆龙达瓦附近上岸，然后在第三次穿越该岛期间快速弱化，于2月4日凌晨0点以热带低气压强度再次进入西南印度洋。气象机构一度预测低气压会再度强化，但艾丽塔实际上加速向东南方向移动，并在此期间逐渐失去残余的对流，风暴中心也在强烈上层低压槽的影响下暴露出来。到2月5日时，系统已转变成温带气旋，并因受弱转向气流影响而暂时停止移动。接下来的一星期里，艾丽塔的残留在马达加斯加东南方向洋面蜿蜒行进，最终于2月13日逐渐消散。
气旋艾丽塔先后三次穿越马达加斯加，这样的情况非常罕见，但并非史无前例。1970年1月的强烈热带风暴费利西亚和1982年的风暴贾斯汀都曾达成过这一目标。

## 影响

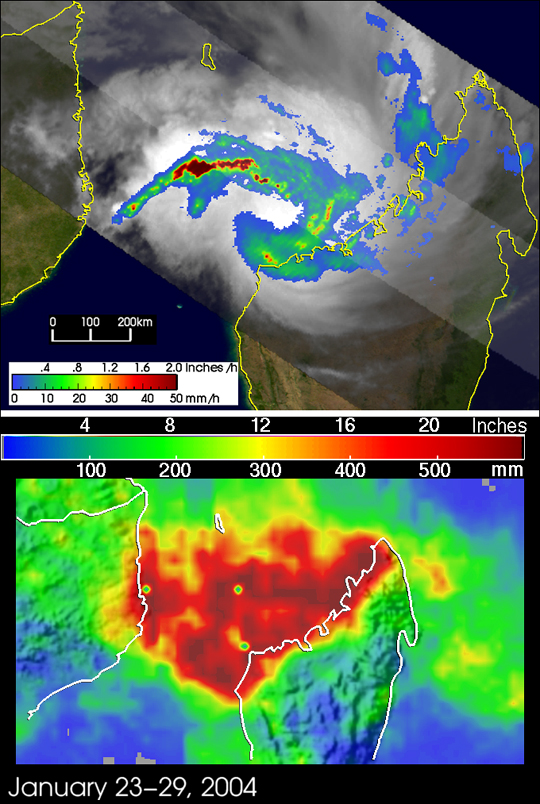
气旋艾丽塔产生的降雨量分布

莫桑比克国家气象局建议生活在楠普拉省、赞比西亚省、索法拉省和伊尼扬巴内省的居民做好应对狂风暴雨的准备。楠普拉省有超过2000幢建筑被毁，受灾最严重的是房屋总体建筑质量较差的门巴（Memba）、纳卡拉-贝拉（Nacala-a-Velha）、莫任夸尔（Mogincual）和楠普拉市。其中楠普拉市有一间学校受到严重破坏，纳卡拉-贝拉的幸存者在1月29日晚不得不露宿街头。艾丽塔一共对莫桑比克的四个省构成影响，其中大部分发生在伊尼扬巴内到楠普拉市之间的沿海地区。风暴气流将热带辐合带的湿气带到马拉维，产生的降雨量超过150毫米，倾盆大雨摧毁了卡龙加区的80余套房屋和一间诊所。此外，塞舌尔也受到风暴产生的巨浪、阵风和降水影响。
首度登陆马达加斯加期间，气旋沿途普降暴雨，最高降雨量达715毫米，安楚希希的24小时降雨量高达222毫米。马哈赞加的阵风时速超过180公里。艾丽塔首次登陆就令沿途约5000人流离失所，马哈赞加省西北部有90%的建筑物因风暴受损，至少两人遇难。马达加斯加共有1万2408套房屋被毁或严重受损，导致5万5983人无家可归，其中大部分生活在马哈赞加省和图利亚拉省。该国有约7000人被迫前往体育场馆或依然屹立的建筑物中寻求庇护。此外，马达加斯加共有510所学校和医院受到严重破坏。气旋对马达加斯加全部6个省中的5个构成影响，部分地区的道路供电都受到严重扰乱，至少39座桥梁受损或被毁。邁因蒂拉努和苏阿维南德里亚纳（Soavinandriana）都受到风暴重创。暴雨引发的洪水淹没了米东吉-阿齐莫（Midongy Atismo）80%的水稻，玉米和木薯作物都受到类似影响。受害作物都是马达加斯加人的口粮，风暴还破坏了该国超过450平方公里的农地。整个马达加斯加共有至少33人丧生，另有至少129人受伤。
艾丽卡的温带天气系统残留产生狂风和巨浪，对毛里求斯和留尼汪构成冲击，导致一艘船沉没。

## 余波

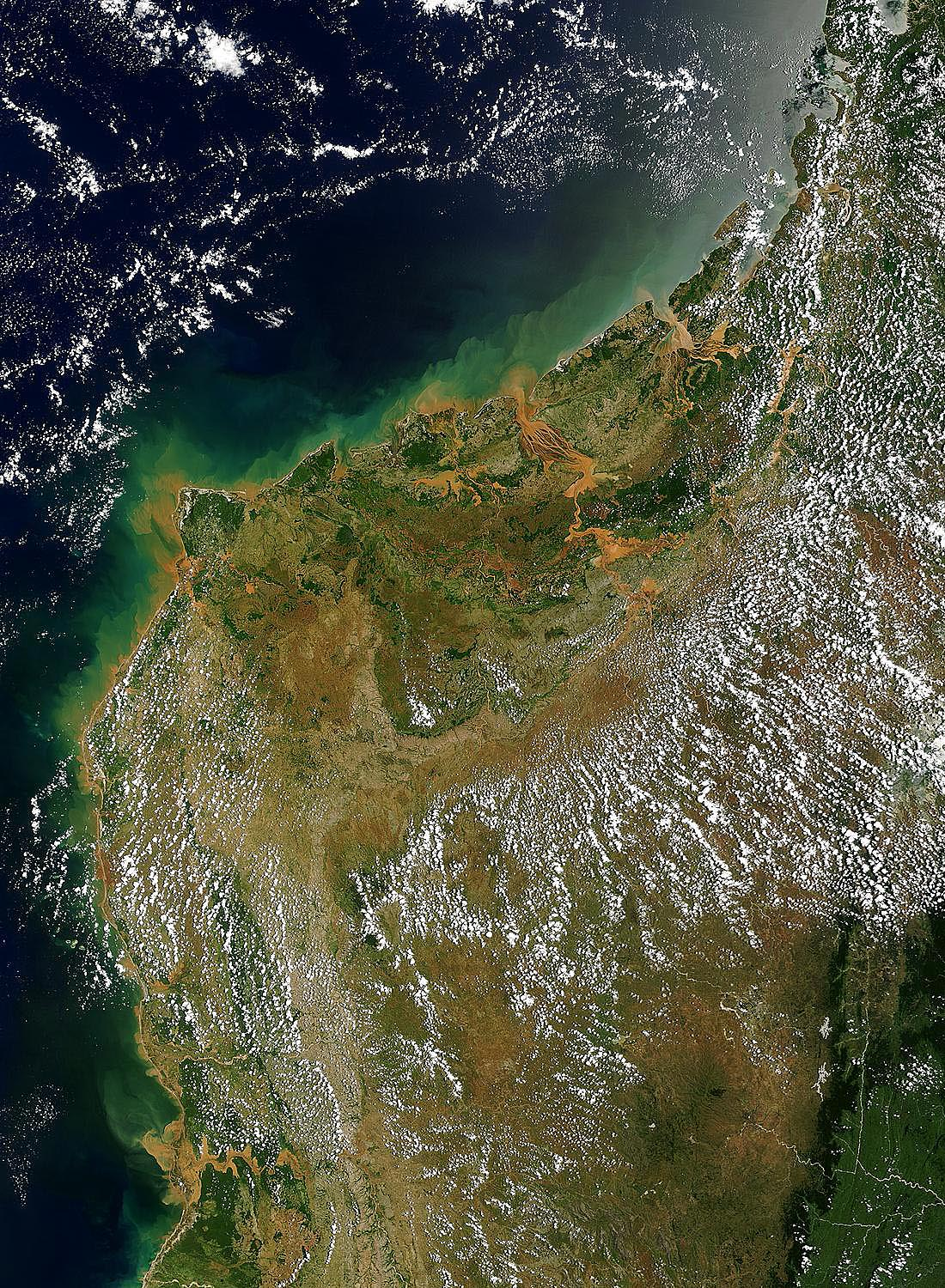
气旋艾丽塔引发的地表径流

2004年2月13日，马达加斯加政府向国际社会请求援助。风暴过去1个月时，法国、美国、德国和日本一共提供了价值28万7000美元（2004年美元）的援助。法国政府派出载有食品、医药及其它物资的飞机赶赴灾区，德国政府提供的主要是食品和药品援助。2月27日，日本政府向马加达加斯送去包括帐篷、发电机和塑料板材在内的多种救灾物资。
官员向灾区发放包括大米、糖、肥皂、蜡烛、火柴和净水药片在内的多种救灾物资。政府在图利亚拉省的穆龙达瓦发放了4万吨水稻种子，塔那那利佛省的安巴图兰皮派发了10吨大米，此外，世界粮食计划署还向该国送去80吨面粉。联合国与多家援助机构通力合作，修复了多所学校，并向灾区居民提供膳食。工人协会与马加达斯加红十字会合作设立供水系统，每天可以提供4万5000升饮用水。
气旋艾丽塔来袭约两个月后，马达加斯加又遭气旋加菲洛袭击，破坏程度严重加剧，造成数百人死亡，超过24万人无家可归。